# Güvendik, Doğanhisar
Güvendik là một xã thuộc huyện Doğanhisar, tỉnh Konya, Thổ Nhĩ Kỳ. Dân số thời điểm năm 2011 là 345 người.